# Stefana Sabin
Stefana Sabin (* 1955 in Bukarest, Rumänien) ist eine deutsche Literaturwissenschaftlerin und Autorin.

## Leben und Wirken
Sabin studierte in Frankfurt am Main, Haifa und Los Angeles und promovierte im Jahr 1982 mit einer Schrift über den amerikanischen Lyriker Wallace Stevens. Sie war Dozentin für Literatur an den Schulen des Deutschen Buchhandels in Seckbach und arbeitet als Literatur-, Kunst- und Sachbuchkritikerin, beispielsweise für das Feuilleton der Neuen Zürcher Zeitung. Als Sachbuchautorin gab sie Anthologien zeitgenössischer Prosa heraus und schrieb Biografien, beispielsweise über die Schriftstellerin Gertrude Stein und den Pop-Art-Künstler Andy Warhol.
Stefana Sabin lebt in Frankfurt am Main.

## Veröffentlichungen (Auswahl)
- AugenBlicke. Eine Kulturgeschichte der Brille. Wallstein, Göttingen 2019, ISBN 978-3-8353-3546-2
- Der letzte Surrealist., Zum 100. Geburtstag des rumänischen Malers Jules Perahim, bei: faust-kultur, 22. Juli 2014
- Shakespeare auf 100 Seiten. Reclam, Stuttgart 2014, ISBN 978-3-15-019276-4
- „Es ist ein Unmensch keines Mitleids fähig“: Shakespeares Shylock und der Antisemitismusvorwurf. Wallstein, Göttingen 2012, ISBN 978-3-8353-1032-2
- Die Welt als Exil. Wallstein, Göttingen 2008, ISBN 3-8353-0259-0
- Frauen am Klavier. Skizze einer Kulturgeschichte. Insel, Frankfurt am Main 1998, ISBN 978-3-458-33688-4
- apropos Ethel Rosenberg. Verlag Neue Kritik, Frankfurt am Main 1996, ISBN 3-8015-0295-3
- Gertrude Stein. Rowohlt, Reinbek 1996, ISBN 3-499-50530-4
- Andy Warhol. Rowohlt, Reinbek 1992, ISBN 978-3-499-50485-3
- Natur zwischen Wirklichkeit und Sprache: die Naturauffassung in der Lyrik von Wallace Stevens. Dissertation, Frankfurt am Main 1982